# Artsvanik
Artsvanik (o Artzvanik/Artsevanik’/Artsvenik, in armeno Արծվանիկ; precedentemente Yerits'vanik/Yerits'vank’/Yerts'u Vank’/Karmir Vank’/Yerets’/Yerets'-Yerets'vanik/Yerets'vanik) è un comune dell'Armenia, precisamente della provincia di Syunik; nel 2010, ovvero nell'ultimo censimento, si contavano 2.057 abitanti.